# Adolf Gottschewski
Adolf Gottschewski (* 10. August 1875 in Löbau, Westpreußen; † 23. November 1930 in Berlin) war ein deutscher Kunsthistoriker und Kunsthändler.

## Leben
Nach dem Abitur am Gymnasium in Strasburg in Westpreußen 1893 begann er zum Wintersemester 1893/94 das Studium der Rechtswissenschaft, dann der Staatswissenschaften an der Universität Leipzig. Zum Sommersemester 1897 wechselte er an die Universität Berlin, zum Wintersemester 1900/01 an die Universität Rostock. Im September 1901 ließ er sich in Florenz nieder und wandte sich der Kunstgeschichte zu. Hier begann er 1906 zusammen mit Georg Gronau die Herausgabe der deutschen Ausgabe der Künstlerviten des Giorgio Vasari. 1907 wurde er an der Universität Heidelberg bei Henry Thode in Kunstgeschichte promoviert.
Im November 1909 wurde er wissenschaftlicher Hilfsarbeiter am Museum für Kunst und Gewerbe in Hamburg und blieb dies bis mindestens 1915. Danach war er in Hamburg als Kunsthändler tätig.
1926 gründete er eine Niederlassung seiner Kunsthandlung in Berlin (Regentenstraße 3) und hatte auch eine Filiale in Amsterdam. 1927 bis 1928 führte er zusammen mit Hanns Schäffer (1892–1967) die Galerie Dr. Gottschewski – Dr. Schäffer in Berlin (Friedrich-Ebert-Straße 7), diese veranstaltete eine Ausstellung flämischer Landschaftsbilder.

## Schriften (Auswahl)
- mit Georg Gronau (Hrsg.): Die Lebensbeschreibungen der berühmtesten Architekten, Bildhauer und Maler. 7 Bände in 9 Teilbänden, Heitz, Straßburg 1904–1927.
- Die Fresken Antoniazzo Romano im Sterbezimmer der Heil. Catarina von Siena zu Santa Maria sopra Minerva in Rom. Heitz, Straßburg 1904.
- Die Porträts der Caterina Sforza. Dissertation Heidelberg 1907 (mit Lebenslauf).
- Über die Porträts der Caterina Sforza und über den Bildhauer Vincenzo Onofri. Heitz, Straßburg 1908.
- Michelangelo. Die Skulpturen. Spemann, Stuttgart 1913.
- Michelangelo. Die Malereien. Spemann, Stuttgart 1914.
- Hamburgische Denkmünzen des 17. Jahrhunderts und die Zeitgeschichte. Hamburgisches Museum für Kunst und Gewerbe, Hamburg 1916.